# Navasink
Die Navasink, aber auch Navesink oder Navisink oder Nave Sinck, waren eine Gruppe von Delawaren, die an der Raritan Bayshore in der Nähe von Sandy Hook und Mount Mitchill im Osten von New Jersey in den Vereinigten Staaten lebten.
Ihr Territorium umfasste die Halbinsel sowie das Hochland südlich davon, wo sie entlang der Klippen und Bäche lebten. In diesem Gebiet wurden archäologische Artefakte gefunden. Die Navasink teilten sich das Totem, eine Schildkröte, und sprachen denselben Lenape-Dialekt, Unami, wie ihre Nachbarn, die Raritan, und andere Gruppen wie die Hackensack und Tappan.
Der frühe europäische Kontakt fand im 16. und 17. Jahrhundert statt. Der Entdecker Henry Hudson, ein englischer Kapitän zur See, hatte unter den amerikanischen Ureinwohnern erstmals Kontakt mit den Navasink, wie in Schiffstagebüchern der Halve Maen vom 3. September 1609 dokumentiert ist. Als die Besatzung das Schiff verließ, wurden sie daraufhin von Canarsee angegriffen, die eifersüchtig die Geschäfte mit den Navasink beobachtet hatten. John Colman wurde getötet und soll an der Stelle begraben worden sein, die heute Coleman's Point heißt.
Cornelius Van Werckhoven, ein Investor in den Neuen Niederlanden, kaufte im November 1651 ein Gebiet namens Nevesings. Zum Zeitpunkt der Übergabe der niederländischen Provinzkolonie Neu Niederlande an die Briten im Jahr 1664 war der Sachem der Navasink Passachquon. Im Jahr 1668 kauften englische Siedler unter der Führung von Richard Hartshorne die gesamte Halbinsel von den Navasink und nannten sie Portland Poynt.